# نووچوکوروو
نووچوکوروو (انگلیسی: Novochukurovo) یک شهرک در شهرستان تاتیشلینسکی استان باشقیرستان کشور روسیه است.